# Симоховель (муниципалитет)
Симоховель (исп. Simojovel) — муниципалитет в Мексике, штат Чьяпас, с административным центром в городе Симоховель-де-Альенде. Численность населения, по данным переписи 2020 года, составила 52 935 человек.

## Общие сведения
Название Simojovel с языка цоциль можно перевести как — корзина с фуражом.
Площадь муниципалитета равна 313,9 км², что составляет 0,4 % от площади штата, а наиболее высоко расположенное поселение Хотольчен-2, находится на высоте 1465 метров.
Он граничит с другими муниципалитетами Чьяпаса: на севере с Уитьюпаном, Сабанильей и Тилой, на востоке с Яхалоном, на юге с Пантело, Чальчиуитаном и Эль-Боске, на западе с Хитотолем, Сан-Андрес-Дурасналем и Пуэбло-Нуэво-Солистауаканом.

## Учреждение и состав
Муниципалитет был образован в 1915 году, по данным 2020 года в его состав входит 119 населённых пунктов, самые крупные из которых:
| Код INEGI                  | Населённый пункт                                                                                           | Численность населения (2005 год) | Численность населения (2010 год) | Численность населения (2020 год) |
| -------------------------- | --- | -------------------------------- | -------------------------------- | -------------------------------- |
| 081                        | Всего | 32451                            | 40297                            | 52935                            |
| 0001                       | Симоховель-де-Альенде (исп. Simojovel de Allende) 17°08′27″ с. ш. 92°42′55″ з. д. (административный центр) | 9526                             | 10762                            | 14618                            |
| 0127                       | Пуэбло-Нуэво-Ситала (исп. Pueblo Nuevo Sitala) 17°08′23″ с. ш. 92°29′05″ з. д.                             | 2464                             | 2437                             | 3011                             |
| 0080                       | Эль-Хардин (исп. El Jardín) 17°09′54″ с. ш. 92°36′00″ з. д.                                                | 1395                             | 1626                             | 2984                             |
| 0121                       | Ла-Пимьента (исп. La Pimienta) 17°08′31″ с. ш. 92°45′47″ з. д.                                             | 1294                             | 1755                             | 1986                             |
| 0089                       | Лас-Маравильяс (исп. Las Maravillas) 17°08′09″ с. ш. 92°33′24″ з. д.                                       | 1273                             | 1204                             | 1447                             |
| 0030                       | Ла-Сейба (исп. La Ceiba) 17°07′59″ с. ш. 92°31′07″ з. д.                                                   | 1085                             | 1275                             | 1425                             |
| 0108                       | Конститусьон (исп. Constitución) 17°04′36″ с. ш. 92°31′31″ з. д.                                           | 774                              | 1103                             | 1314                             |
| 0274                       | Гуадалупе-Виктория-2 (исп. Guadalupe Victoria Dos) 17°09′58″ с. ш. 92°45′52″ з. д.                         | 808                              | 958                              | 1118                             |
| 0084                       | Лас-Лимас (исп. Las Limas) 17°05′53″ с. ш. 92°41′58″ з. д.                                                 | 449                              | 695                              | 1129                             |
| 0302                       | Хосе-Кастильо-Тьелеманс (исп. José Castillo Tielemans) 17°08′45″ с. ш. 92°31′47″ з. д.                     | 684                              | 827                              | 909                              |
| —                          | Прочие | 12699                            | 17655                            | 22994                            |
| Названия на карте Генштаба | |                                  |                                  |                                  |

## Экономическая деятельность
По статистическим данным 2000 года, работоспособное население занято по секторам экономики в следующих пропорциях:
- сельское хозяйство, скотоводство и рыбная ловля — 66,3 %;
- промышленность и строительство — 10,3 %;
- торговля, сферы услуг и туризма — 20,7 %;
- безработные — 2,7 %.

## Инфраструктура
По статистическим данным 2020 года, инфраструктура развита следующим образом:
- электрификация: 98,9 %;
- водоснабжение: 27 %;
- водоотведение: 81,6 %.

## Туризм
По статистическим данным от 31.12.2010-го, для нужд туристов работают 3 отеля экономкласса, а в административном центре можно посетить музей.